# Аллегра Версаче
Аллегра Бек-Версаче (італ. Allegra Beck Versace; 30 червня 1986, Мілан, Італія) — італійська підприємиця. Головна акціонерка компанії «Versace».

## Ранні роки життя та освіта
Аллегра Версаче - донька італійської модельєрки Донателли Версаче та американського екс-модельєра Пола Бека, а також племінниця модельєра Джанні Версаче. Вона виросла за межами Мілану, Італія, зі своїм молодшим братом Даніелем. Сер Елтон Джон подарував їй піаніно, на якому, як вона зізнається, так і не навчилася грати. У дитинстві вона дев'ять років брала уроки балету і донині є великою шанувальницею балету. Вона завдячує своєму дядькові Джанні, який прищепив їй цю пристрасть до балету на все життя. На один з її днів народження він познайомив її з Морісом Бежаром.
Версаче відвідувала Британську школу в Мілані, тоді відому як "Школа сера Джеймса Гендерсона", де її суворо охороняли. Після завершення середньої освіти вона поїхала за кордон, спочатку до Браунського університету в Род-Айленді, а потім у 2006 році вступила до Каліфорнійського університету в Лос-Анджелесі, де вивчала французьку мову, історію мистецтв і театр.

## Приватне життя
У березні 2007 мати Аллегри, Донателла Версаче, повідомила, що Аллегра лікувалася від нервової анорексії.